# Grupp 5 i kvalspelet till Europamästerskapet i fotboll för damer 2013
Grupp 5 i kvalspelet till Europamästerskapet i fotboll för damer 2013 var en av sju kvalificeringsgrupper till Fotbolls-EM och som spelades mellan 25 augusti 2011 och 19 september 2012. I gruppen spelade Estland, Finland, Slovakien, Ukraina och Vitryssland.
Vinnaren av gruppen gick direkt vidare till EM-turneringen 2013 medan grupptvåan gick vidare till playoffspel.

## Tabell
| Nr | Lag         | S | V | O | F | GM | IM | MS  | P  |
| -- | ----------- | - | - | - | - | -- | -- | --- | -- |
| 1  | Finland     | 8 | 6 | 1 | 1 | 22 | 4  | +18 | 19 |
| 2  | Ukraina     | 8 | 5 | 1 | 2 | 18 | 4  | +14 | 16 |
| 3  | Vitryssland | 8 | 4 | 1 | 3 | 10 | 17 | −7  | 13 |
| 4  | Slovakien   | 8 | 3 | 1 | 4 | 8  | 7  | +1  | 10 |
| 5  | Estland     | 8 | 0 | 0 | 8 | 5  | 31 | −26 | 0  |

## Matcher
|             | 25 augusti 2011 | Vitryssland                               | 2 – 1           | Estland         | Gorodskoj stadion                                            |                                                              |
| 16:30 UTC+3 | 16:30 UTC+3     | Olga Novikova 31′ Olga Aniskovtseva 45+1′ | (2 – 0) Rapport | 71′ Liis Emajõe | Maladzetjna Publik: 1 800 Domare: Floarea Ionescu (Rumänien) | Maladzetjna Publik: 1 800 Domare: Floarea Ionescu (Rumänien) |
| 16:30 UTC+3 | 16:30 UTC+3     |                                           |                 |                 | Maladzetjna Publik: 1 800 Domare: Floarea Ionescu (Rumänien) | Maladzetjna Publik: 1 800 Domare: Floarea Ionescu (Rumänien) |
| 16:30 UTC+3 | 16:30 UTC+3     |                                           |                 |                 | Maladzetjna Publik: 1 800 Domare: Floarea Ionescu (Rumänien) | Maladzetjna Publik: 1 800 Domare: Floarea Ionescu (Rumänien) |

|             | 18 september 211 | Estland         | 1 – 4           | Ukraina                                         | A. Le Coq Arena                                          |                                                          |
| 19:00 UTC+3 | 19:00 UTC+3      | Signy Aarna 89′ | (0 – 4) Rapport | 2′, 21′ Vira Dyatel 9′, 19′ Daryna Apanaschenko | Tallinn Publik: 265 Domare: Aneliya Sinabova (Bulgarien) | Tallinn Publik: 265 Domare: Aneliya Sinabova (Bulgarien) |
| 19:00 UTC+3 | 19:00 UTC+3      |                 |                 |                                                 | Tallinn Publik: 265 Domare: Aneliya Sinabova (Bulgarien) | Tallinn Publik: 265 Domare: Aneliya Sinabova (Bulgarien) |
| 19:00 UTC+3 | 19:00 UTC+3      |                 |                 |                                                 | Tallinn Publik: 265 Domare: Aneliya Sinabova (Bulgarien) | Tallinn Publik: 265 Domare: Aneliya Sinabova (Bulgarien) |

|             | 22 oktober 2011 | Ukraina | 0 – 0   | Slovakien | State Olympic educational sport Centre                 |                                                        |
| 16:00 UTC+3 | 16:00 UTC+3     |         | Rapport |           | Tjernihiv Publik: 3 200 Domare: Dilan Gökçek (Turkiet) | Tjernihiv Publik: 3 200 Domare: Dilan Gökçek (Turkiet) |
| 16:00 UTC+3 | 16:00 UTC+3     |         |         |           | Tjernihiv Publik: 3 200 Domare: Dilan Gökçek (Turkiet) | Tjernihiv Publik: 3 200 Domare: Dilan Gökçek (Turkiet) |
| 16:00 UTC+3 | 16:00 UTC+3     |         |         |           | Tjernihiv Publik: 3 200 Domare: Dilan Gökçek (Turkiet) | Tjernihiv Publik: 3 200 Domare: Dilan Gökçek (Turkiet) |

|             | 22 oktober 2011 | Finland                                                               | 6 – 0   | Estland | ISS Stadion                                         |                                                     |
| 19:00 UTC+3 | 19:00 UTC+3     | Linda Sällström 33′, 62′, 71′ Maija Saari 48′, 87′ Annica Sjölund 55′ | Rapport |         | Vanda Publik: 1 212 Domare: Morag Pirie (Skottland) | Vanda Publik: 1 212 Domare: Morag Pirie (Skottland) |
| 19:00 UTC+3 | 19:00 UTC+3     |                                                                       |         |         | Vanda Publik: 1 212 Domare: Morag Pirie (Skottland) | Vanda Publik: 1 212 Domare: Morag Pirie (Skottland) |
| 19:00 UTC+3 | 19:00 UTC+3     |                                                                       |         |         | Vanda Publik: 1 212 Domare: Morag Pirie (Skottland) | Vanda Publik: 1 212 Domare: Morag Pirie (Skottland) |

|             | 26 oktober 2011 | Slovakien                                           | 3 – 1           | Estland       | NTC Senec                                      |                                                |
| 16:00 UTC+2 | 16:00 UTC+2     | Veronika Klechová 18′, 45′ Dominika Škorvánková 27′ | (2 – 1) Rapport | 4′ Katrin Loo | Senec Publik: 250 Domare: Amy Rayner (England) | Senec Publik: 250 Domare: Amy Rayner (England) |
| 16:00 UTC+2 | 16:00 UTC+2     |                                                     |                 |               | Senec Publik: 250 Domare: Amy Rayner (England) | Senec Publik: 250 Domare: Amy Rayner (England) |
| 16:00 UTC+2 | 16:00 UTC+2     |                                                     |                 |               | Senec Publik: 250 Domare: Amy Rayner (England) | Senec Publik: 250 Domare: Amy Rayner (England) |

|             | 27 oktober 2011 | Vitryssland                     | 2 – 2           | Finland                  | Gorodskoj stadion                                     |                                                       |
| 14:00 UTC+3 | 14:00 UTC+3     | Jekaterina Avkhimovich 42′, 51′ | (1 – 1) Rapport | 15′, 50′ Linda Sällström | Maladzetjna Publik: 2 250 Domare: Rhona Daly (Irland) | Maladzetjna Publik: 2 250 Domare: Rhona Daly (Irland) |
| 14:00 UTC+3 | 14:00 UTC+3     |                                 |                 |                          | Maladzetjna Publik: 2 250 Domare: Rhona Daly (Irland) | Maladzetjna Publik: 2 250 Domare: Rhona Daly (Irland) |
| 14:00 UTC+3 | 14:00 UTC+3     |                                 |                 |                          | Maladzetjna Publik: 2 250 Domare: Rhona Daly (Irland) | Maladzetjna Publik: 2 250 Domare: Rhona Daly (Irland) |

|             | 19 november 2011 | Slovakien                                                     | 3 – 0           | Vitryssland | NTC Senec                                          |                                                    |
| 16:00 UTC+2 | 16:00 UTC+2      | Ivana Bojdová 52′ Veronika Klechová 71′ Diana Bartovičová 89′ | (0 – 0) Rapport |             | Senec Publik: 225 Domare: Tanja Schett (Österrike) | Senec Publik: 225 Domare: Tanja Schett (Österrike) |
| 16:00 UTC+2 | 16:00 UTC+2      |                                                               |                 |             | Senec Publik: 225 Domare: Tanja Schett (Österrike) | Senec Publik: 225 Domare: Tanja Schett (Österrike) |
| 16:00 UTC+2 | 16:00 UTC+2      |                                                               |                 |             | Senec Publik: 225 Domare: Tanja Schett (Österrike) | Senec Publik: 225 Domare: Tanja Schett (Österrike) |

|             | 24 november 2011 | Ukraina | 0 – 1           | Vitryssland          | Sport Complex                                       |                                                     |
| 14:00 UTC+2 | 14:00 UTC+2      |         | (0 – 1) Rapport | 5′ Olga Aniskovtseva | Sevastopol Publik: 600 Domare: Amy Rayner (England) | Sevastopol Publik: 600 Domare: Amy Rayner (England) |
| 14:00 UTC+2 | 14:00 UTC+2      |         |                 |                      | Sevastopol Publik: 600 Domare: Amy Rayner (England) | Sevastopol Publik: 600 Domare: Amy Rayner (England) |
| 14:00 UTC+2 | 14:00 UTC+2      |         |                 |                      | Sevastopol Publik: 600 Domare: Amy Rayner (England) | Sevastopol Publik: 600 Domare: Amy Rayner (England) |

|             | 31 mars 2012 | Slovakien | 0 – 1           | Finland                   | NTC Senec                                       |                                                 |
| 17:30 UTC+2 | 17:30 UTC+2  |           | (0 – 0) Rapport | 90+2′ (sjm.) Eva Kolenová | Senec Publik: 860 Domare: Gyöngyi Gaál (Ungern) | Senec Publik: 860 Domare: Gyöngyi Gaál (Ungern) |
| 17:30 UTC+2 | 17:30 UTC+2  |           |                 |                           | Senec Publik: 860 Domare: Gyöngyi Gaál (Ungern) | Senec Publik: 860 Domare: Gyöngyi Gaál (Ungern) |
| 17:30 UTC+2 | 17:30 UTC+2  |           |                 |                           | Senec Publik: 860 Domare: Gyöngyi Gaál (Ungern) | Senec Publik: 860 Domare: Gyöngyi Gaál (Ungern) |

|             | 5 april 2012 | Finland                                 | 2 – 0           | Slovakien | ISS Stadion                                                       |                                                                   |
| 19:30 UTC+3 | 19:30 UTC+3  | Emmi Alanen 24′ Marianna Tolvanen 90+1′ | (1 – 0) Rapport |           | Vanda Publik: 1 210 Domare: Mihaela Gurdon Basimamović (Kroatien) | Vanda Publik: 1 210 Domare: Mihaela Gurdon Basimamović (Kroatien) |
| 19:30 UTC+3 | 19:30 UTC+3  |                                         |                 |           | Vanda Publik: 1 210 Domare: Mihaela Gurdon Basimamović (Kroatien) | Vanda Publik: 1 210 Domare: Mihaela Gurdon Basimamović (Kroatien) |
| 19:30 UTC+3 | 19:30 UTC+3  |                                         |                 |           | Vanda Publik: 1 210 Domare: Mihaela Gurdon Basimamović (Kroatien) | Vanda Publik: 1 210 Domare: Mihaela Gurdon Basimamović (Kroatien) |

|             | 5 april 2012 | Ukraina                                                                 | 5 – 0           | Estland | Sport Complex                                              |                                                            |
| 19:30 UTC+3 | 19:30 UTC+3  | Daryna Apanaschenko 18′, 28′, 70′ Lyudmyla Pekur 30′ Tetyana Chorna 33′ | (4 – 0) Rapport |         | Sevastopol Publik: 1 200 Domare: Carina Vitulano (Italien) | Sevastopol Publik: 1 200 Domare: Carina Vitulano (Italien) |
| 19:30 UTC+3 | 19:30 UTC+3  |                                                                         |                 |         | Sevastopol Publik: 1 200 Domare: Carina Vitulano (Italien) | Sevastopol Publik: 1 200 Domare: Carina Vitulano (Italien) |
| 19:30 UTC+3 | 19:30 UTC+3  |                                                                         |                 |         | Sevastopol Publik: 1 200 Domare: Carina Vitulano (Italien) | Sevastopol Publik: 1 200 Domare: Carina Vitulano (Italien) |

|             | 16 juni 2012 | Estland                          | 2 – 4           | Vitryssland                                      | Tehvandi Staadion                                  |                                                    |
| 16:00 UTC+3 | 16:00 UTC+3  | Signy Aarna 49′ Kethy Õunpuu 59′ | (0 – 0) Rapport | 46′, 63′ Tatyana Shramok 72′, 87′ Maria Buzunova | Otepää Publik: 90 Domare: Esther Azzopardi (Malta) | Otepää Publik: 90 Domare: Esther Azzopardi (Malta) |
| 16:00 UTC+3 | 16:00 UTC+3  |                                  |                 |                                                  | Otepää Publik: 90 Domare: Esther Azzopardi (Malta) | Otepää Publik: 90 Domare: Esther Azzopardi (Malta) |
| 16:00 UTC+3 | 16:00 UTC+3  |                                  |                 |                                                  | Otepää Publik: 90 Domare: Esther Azzopardi (Malta) | Otepää Publik: 90 Domare: Esther Azzopardi (Malta) |

|             | 16 juni 2012 | Ukraina             | 1 – 2           | Finland                | Chernihiv Stadium                                            |                                                              |
| 18:00 UTC+3 | 18:00 UTC+3  | Olena Khodyreva 69′ | (0 – 1) Rapport | 35′, 85′ Sanna Talonen | Chernigiv Publik: 1 100 Domare: Bibiana Steinhaus (Tyskland) | Chernigiv Publik: 1 100 Domare: Bibiana Steinhaus (Tyskland) |
| 18:00 UTC+3 | 18:00 UTC+3  |                     |                 |                        | Chernigiv Publik: 1 100 Domare: Bibiana Steinhaus (Tyskland) | Chernigiv Publik: 1 100 Domare: Bibiana Steinhaus (Tyskland) |
| 18:00 UTC+3 | 18:00 UTC+3  |                     |                 |                        | Chernigiv Publik: 1 100 Domare: Bibiana Steinhaus (Tyskland) | Chernigiv Publik: 1 100 Domare: Bibiana Steinhaus (Tyskland) |

|             | 20 juni 2012 | Finland                                                                    | 4 – 0           | Vitryssland | Sonera Stadium                                             |                                                            |
| 19:00 UTC+3 | 19:00 UTC+3  | Annika Kukkonen 23′ Sanna Talonen 48′ Leena Puranen 58′ Annica Sjölund 61′ | (1 – 0) Rapport |             | Helsingfors Publik: 1 450 Domare: Esther Staubli (Schweiz) | Helsingfors Publik: 1 450 Domare: Esther Staubli (Schweiz) |
| 19:00 UTC+3 | 19:00 UTC+3  |                                                                            |                 |             | Helsingfors Publik: 1 450 Domare: Esther Staubli (Schweiz) | Helsingfors Publik: 1 450 Domare: Esther Staubli (Schweiz) |
| 19:00 UTC+3 | 19:00 UTC+3  |                                                                            |                 |             | Helsingfors Publik: 1 450 Domare: Esther Staubli (Schweiz) | Helsingfors Publik: 1 450 Domare: Esther Staubli (Schweiz) |

|             | 20 juni 2012 | Slovakien | 0 – 2           | Ukraina                               | NTC Senec                                           |                                                     |
| 19:00 UTC+2 | 19:00 UTC+2  |           | (0 – 1) Rapport | 16′ Vira Dyatel 57′ Tetyana Romanenko | Senec Publik: 400 Domare: Efthalia Mitsi (Grekland) | Senec Publik: 400 Domare: Efthalia Mitsi (Grekland) |
| 19:00 UTC+2 | 19:00 UTC+2  |           |                 |                                       | Senec Publik: 400 Domare: Efthalia Mitsi (Grekland) | Senec Publik: 400 Domare: Efthalia Mitsi (Grekland) |
| 19:00 UTC+2 | 19:00 UTC+2  |           |                 |                                       | Senec Publik: 400 Domare: Efthalia Mitsi (Grekland) | Senec Publik: 400 Domare: Efthalia Mitsi (Grekland) |

|             | 25 augusti 2012 | Estland | 0 – 2           | Slovakien                                     | Haapsalu linnastaadion                                       |                                                              |
| 16:00 UTC+3 | 16:00 UTC+3     |         | (0 – 1) Rapport | 24′ Patrícia Hmírová 47′ Dominika Škorvánková | Hapsal Publik: 138 Domare: Donka Jeleva-Terzieva (Bulgarien) | Hapsal Publik: 138 Domare: Donka Jeleva-Terzieva (Bulgarien) |
| 16:00 UTC+3 | 16:00 UTC+3     |         |                 |                                               | Hapsal Publik: 138 Domare: Donka Jeleva-Terzieva (Bulgarien) | Hapsal Publik: 138 Domare: Donka Jeleva-Terzieva (Bulgarien) |
| 16:00 UTC+3 | 16:00 UTC+3     |         |                 |                                               | Hapsal Publik: 138 Domare: Donka Jeleva-Terzieva (Bulgarien) | Hapsal Publik: 138 Domare: Donka Jeleva-Terzieva (Bulgarien) |

|             | 15 september 2012 | Estland | 0 – 5           | Finland                                                             | A. Le Coq Arena                                    |                                                    |
| 16:00 UTC+3 | 16:00 UTC+3       |         | (0 – 3) Rapport | 7′ Leena Puranen 13′, 61′, 77′ Sanna Talonen 21′ (str.) Maija Saari | Tallinn Publik: 438 Domare: Lilach Asulin (Israel) | Tallinn Publik: 438 Domare: Lilach Asulin (Israel) |
| 16:00 UTC+3 | 16:00 UTC+3       |         |                 |                                                                     | Tallinn Publik: 438 Domare: Lilach Asulin (Israel) | Tallinn Publik: 438 Domare: Lilach Asulin (Israel) |
| 16:00 UTC+3 | 16:00 UTC+3       |         |                 |                                                                     | Tallinn Publik: 438 Domare: Lilach Asulin (Israel) | Tallinn Publik: 438 Domare: Lilach Asulin (Israel) |

|             | 15 september 2012 | Vitryssland | 0 – 5           | Ukraina                                                                                       | Spartak Stadium                                         |                                                         |
| 18:00 UTC+3 | 18:00 UTC+3       |             | (0 – 2) Rapport | 28′, 32′ Daryna Apanaschenko 57′ Vira Dyatel 65′ Daryna Vorontsova 81′ (str.) Olena Khodyreva | Mahiljoŭ Publik: 300 Domare: Pernilla Larsson (Sverige) | Mahiljoŭ Publik: 300 Domare: Pernilla Larsson (Sverige) |
| 18:00 UTC+3 | 18:00 UTC+3       |             |                 |                                                                                               | Mahiljoŭ Publik: 300 Domare: Pernilla Larsson (Sverige) | Mahiljoŭ Publik: 300 Domare: Pernilla Larsson (Sverige) |
| 18:00 UTC+3 | 18:00 UTC+3       |             |                 |                                                                                               | Mahiljoŭ Publik: 300 Domare: Pernilla Larsson (Sverige) | Mahiljoŭ Publik: 300 Domare: Pernilla Larsson (Sverige) |

|             | 19 september 2012 | Vitryssland      | 1 – 0           | Slovakien | Spartak Stadium                                              |                                                              |
| 18:30 UTC+3 | 18:30 UTC+3       | Oksana Shpak 54′ | (0 – 0) Rapport |           | Mahiljoŭ Publik: 1 000 Domare: Sandra Braz Bastos (Portugal) | Mahiljoŭ Publik: 1 000 Domare: Sandra Braz Bastos (Portugal) |
| 18:30 UTC+3 | 18:30 UTC+3       |                  |                 |           | Mahiljoŭ Publik: 1 000 Domare: Sandra Braz Bastos (Portugal) | Mahiljoŭ Publik: 1 000 Domare: Sandra Braz Bastos (Portugal) |
| 18:30 UTC+3 | 18:30 UTC+3       |                  |                 |           | Mahiljoŭ Publik: 1 000 Domare: Sandra Braz Bastos (Portugal) | Mahiljoŭ Publik: 1 000 Domare: Sandra Braz Bastos (Portugal) |

|             | 19 september 2012 | Finland | 0 – 1           | Ukraina            | Sonera Stadium                                                |                                                               |
| 18:30 UTC+3 | 18:30 UTC+3       |         | (0 – 0) Rapport | 71′ Lyudmyla Pekur | Helsingfors Publik: 915 Domare: Cristina Dorcioman (Rumänien) | Helsingfors Publik: 915 Domare: Cristina Dorcioman (Rumänien) |
| 18:30 UTC+3 | 18:30 UTC+3       |         |                 |                    | Helsingfors Publik: 915 Domare: Cristina Dorcioman (Rumänien) | Helsingfors Publik: 915 Domare: Cristina Dorcioman (Rumänien) |
| 18:30 UTC+3 | 18:30 UTC+3       |         |                 |                    | Helsingfors Publik: 915 Domare: Cristina Dorcioman (Rumänien) | Helsingfors Publik: 915 Domare: Cristina Dorcioman (Rumänien) |